# Мезенська Піжма
Мезе́нська Пі́жма (рос. Мезенская Пижма) — річка на півночі європейської частини Росії, права притока Мезені (басейн Білого моря).

## Загальні відомості
Довжина річки — 236 км, площа басейну — 3 830 км².
Середній рівень витрат води (за 61 км від гирла) — 41,9 м³/сек.
Живлення річки — змішане, з переважанням снігового.
Повноводдя Мезенської Піжми — у травні-червні, влітку і восени нерідко спостерігаються паводки.
Набільші притоки річки — Юрва і Шегмас (обидві ліві).

## Географія протікання і використання
Адміністративно Мезенська Піжма протікає територією Республіки Комі і Архангельської області Російської Федерації.
Мезенська Піжма бере початок на узвишші Четласький Камінь, відрогу Тіманського кряжа у Комі. Витік розташований неподалік від Ямозера, з якого починається Піжма, притока Печори, яку подеколи на відміну від Мезенської називають Печорською Піжмою. Згодом річка втікає на територію Архангельської області, якою і тече надалі.
Річка протікає у слабко заселеній території, береги вкриті заболоченим лісом, річка не швидкоплинна.
У місці впадіння річки в Мезень розташоване село Родома.